# 岩重隆治
岩重 隆治（いわしげ りゅうじ、1895年（明治28年）6月21日 - 1975年（昭和50年）3月10日）は、大正後期から昭和期の内務官僚、警察官僚、弁護士。陸軍司政長官、最後の官選福岡県知事。

## 経歴
山口県出身。岩重弥七の長男として生まれる。小倉中学校（現福岡県立小倉高等学校）を経て、第三高等学校を卒業。1921年（大正10年）11月、高等試験行政科試験に合格。1922年（大正11年）東京帝国大学法学部法律学科（独法）を卒業。内務省に入省し長野県属兼警部となる。
以後、鹿児島県警察部保安課長、福岡県警察部保安課長、同警務課長、岡山県警察部特別高等課長、愛知県警察部特別高等課長、岡山県学務課長、同社寺課長、兵庫県商工課長、同水産課長、同地方課長、千葉県書記官・学務部長、京都府書記官・学務部長、青森県書記官・経済部長、三重県書記官・総務部長などを歴任。
1942年（昭和17年）7月7日、陸軍司政長官に発令され、同年8月15日、第16軍軍政監部付・バニュマス州長官に就任し終戦を迎えた。
1947年（昭和22年）3月14日、最後の官選福岡県知事に就任。県議会議員選挙、知事選挙などを執行した。同年4月12日に依願免本官となり退官。陸軍司政長官の経歴により公職追放となる。その後、東京で弁護士として活動。海外日系人協会理事長も務めた。1969年春の叙勲で勲二等瑞宝章受章。1975年3月10日死去、79歳。死没日をもって従四位に叙され、さらに正四位に位一級追陞、銀杯一組を賜った。